# 小谷ゆみ
小谷 ゆみ（こたに ゆみ、1968年5月12日 - ）は、北海道出身の女優。本名：佐藤恵子（さとう　けいこ）。1986年、ミス日本ファイナリスト。かつてイエローキャブに所属していた。

## 来歴・人物
北海道札幌西陵高等学校卒業。姉が居る。高校3年生当時の1986年にミス日本に出場、「ミスフォトジェニック」に選ばれたことがデビューのきっかけとなる。
1988年の東洋紡キャンペーンガール。

## フィルモグラフィ

### 映画
監督：中田新一『公園通りの猫たち』（1989年12月23日、東映）※出演：荻野目洋子、五十嵐いづみ、伊藤智恵理、松本伊代ほか

### テレビ
ドラマ
- 『恋人も濡れる街角 URBAN LOVE STORY』第1話（1988年7月6日、NTV）[7]
- 『新婚物語』（1988年10月8日 - 1989年1月28日、NTV）[8]
- 『奥さま株をどうぞ』（1988年10月29日、TBS）[9]
- 『年末年始ホテル物語　懲りない客たち大集合！』（1988年12月30日、TBS）[10]
- 『パパが私で私がパパで』第2話・第3話（1989年1月4日 - 1989年1月12日、TBS）[11]
- 『青春オーロラ・スピン スワンの涙』（1989年4月10日 - 1989年9月25日、CX）[12]
- 『勝手にしやがれヘイ！ブラザー』第4話（1989年10月13日 - 1990年3月23日、NTV） - 記者 役[13]
- 『モーニングコールガール（001は愛しの番号…誤り）』（1989年11月2日、CX）[14]

その他
- 11PM - カバーガール[3]。1989年からカバーガールのユニット「イレックス」メンバー[15]
- Nettaiya ACADEMYの枠で『BODY SONIC』（1988年10月19日 - 1989年9月27日、ANB）[16]

### ビデオ
- 『大集合88サマーキャンペーンガールPART1』（1988年、パワースポーツ）※共演：河口リカ、菅原マリア、石原亜美、蓮舫、小島みずほ
- 『小谷ゆみ:トロピカルホリデー』（1988年5月、大陸書房。ISBN 4803314527）
- 『小谷ゆみ:Hellow』（1988年9月、大陸書房<ピラミッド・アイドル・ビデオ>。ISBN 4803316368）
- 『お熱いのがお好き』（パワースポーツ）
- 『Vinbo VOL.10』（1989年3月、フジテレビ。ISBN 4-938625-10-5）
- 『よろこびの予感』（1990年1月、出版サービスセンター。ISBN 9784882795148）
- 監督：日比野正明『金曜日11ＰＭの女達・上巻』『金曜日11ＰＭの女達・下巻』（パワースポーツ）※共演：飯島直子、小栗香織、高倉里奈、佐野美恵、滝口直子、山岸真璃子、桂木麻衣

### DVD
- 『Legend Gold お熱いのがお好き』（2010年1月22日、日本メディアサプライ。ASIN B0030S5VBW）
- 『まるごとキャンペーンガール大集合!!』（MC.JAPAN<SOS#01>）※共演：蓮舫、小島みずほ、河口リカ、菅原マリア、石原亜美、望月知子、高杉慶子、マリー、新免美和、北村日登美、松岡知重、宇尾野寿子

## 出版

### 写真集
- 瀬古正二『ゆみ写真集 恋・人・気・分・！！』（1988年7月、大陸書房。ISBN 4-8033-1526-4）
- 瀬古正二『小谷ゆみ写真集―み・な・み・風』（1988年9月20日、ピラミッド社<ピラミッド写真文庫>。ISBN 4-8033-1627-9）
- 野村誠一『越えてる融点』（1989年7月、ワニブックス。 ISBN 4-8470-2113-4）

### 雑誌
- 「She becomes awakened to love」『週刊プレイボーイ』 24(29)（1989年7月4日号）